# Elecciones provinciales de Tierra del Fuego de 2023
Las elecciones generales de la provincia de Tierra del Fuego, Antártida e Islas del Atlántico Sur de 2023 tuvieron lugar el domingo 14 de mayo, con el objetivo de renovar los cargos de gobernador y vicegobernador, los 15 escaños de la legislatura provincial, y las intendencias y concejos deliberantes de los tres municipios (Ushuaia, Río Grande, y Tolhuin) que componen la provincia. En caso de haber sido requerido, se hubiera realizado una segunda vuelta electoral entre las dos fórmulas a gobernador más votadas el 28 de mayo, sin embargo el gobernador Gustavo Melella logró ser reelecto en la primera vuelta tras haber obtenido más del 50% de los votos. Fueron las novenas elecciones desde la provincialización del territorio en 1991.

## Candidatos
| Logo                                                                  | Logo                                                                  | Partido / Coalición                            | Partidos en la coalición | Candidato a gobernador                                                | Candidato a gobernador                                                | Candidato a vicegobernador | Candidato a vicegobernador |
| --------------------------------------------------------------------- | --------------------------------------------------------------------- | ---------------------------------------------- | --- | --------------------------------------------------------------------- | --------------------------------------------------------------------- | -------------------------- | -------------------------- |
|                                                                       | Frente de Todos logo                                                  | Unidos Hacemos Futuro                          | Ver partidos: - Partido Justicialista - FORJA - Movimiento Popular Fueguino - Nuevo País - Juntos por Tierra del Fuego - Frente Popular - Encuentro por la Democracia y la Equidad - Provincia Grande - Compromiso Federal - Partido Solidario |                                                                       | Gustavo Melella                                                       |                            | Mónica Urquiza             |
| - Gobernador de Tierra del Fuego (desde 2019)                         | - Gobernador de Tierra del Fuego (desde 2019)                         | Unidos Hacemos Futuro                          | Ver partidos: - Partido Justicialista - FORJA - Movimiento Popular Fueguino - Nuevo País - Juntos por Tierra del Fuego - Frente Popular - Encuentro por la Democracia y la Equidad - Provincia Grande - Compromiso Federal - Partido Solidario | - Vicegobernadora de Tierra del Fuego (desde 2019)                    | - Vicegobernadora de Tierra del Fuego (desde 2019)                    |                            |                            |
|                                                                       |                                                                       | Propuesta Republicana                          | Partido sin alianza |                                                                       | Héctor Stefani                                                        |                            | Paulino Rossi              |
| - Diputado nacional por la Provincia de Tierra del Fuego (desde 2017) | - Diputado nacional por la Provincia de Tierra del Fuego (desde 2017) | Propuesta Republicana                          | Partido sin alianza | - Concejal de Río Grande (2015-2019)                                  | - Concejal de Río Grande (2015-2019)                                  |                            |                            |
|                                                                       |                                                                       | Republicanos Unidos                            | Partido sin alianza |                                                                       | Andrea Almirón De Pauli                                               |                            | Sebastián Galdeano         |
| - Pastora religiosa                                                   | - Pastora religiosa                                                   | Republicanos Unidos                            | Partido sin alianza | - Empresario Hotelero                                                 | - Empresario Hotelero                                                 |                            |                            |
|                                                                       |                                                                       | Juntos por el Cambio                           | Ver partidos: - Unión Cívica Radical - Movimiento de Integración y Desarrollo - Coalición Cívica ARI |                                                                       | Pablo Daniel Blanco                                                   |                            | Federico Frigerio          |
| - Senador nacional por Tierra del Fuego (desde 2019)                  | - Senador nacional por Tierra del Fuego (desde 2019)                  | Juntos por el Cambio                           | Ver partidos: - Unión Cívica Radical - Movimiento de Integración y Desarrollo - Coalición Cívica ARI | - Diputado nacional por la Provincia de Tierra del Fuego (desde 2019) | - Diputado nacional por la Provincia de Tierra del Fuego (desde 2019) |                            |                            |
|                                                                       |                                                                       | Frente de Izquierda y de Trabajadores - Unidad | Ver partidos: - Partido Obrero - Izquierda por una Opción Socialista |                                                                       | Lucía Zulma Fernández                                                 |                            | María Luisa Meza           |
| - Secretaria General de ATE Ushuaia                                   |                                                                       | Frente de Izquierda y de Trabajadores - Unidad | Ver partidos: - Partido Obrero - Izquierda por una Opción Socialista |                                                                       |                                                                       |                            |                            |

## Encuestas de opinión
| Fecha                 | Encuestadora      |      |      |     |     |     | Blanco | Indecisos | Ventaja |
| --------------------- | ----------------- | ---- | ---- | --- | --- | --- | ------ | --------- | ------- |
| Fecha                 | Encuestadora      |      |      |     |     |     | Blanco | Indecisos | Ventaja |
| Mayo de 2023          | Analía del Franco | 54,9 | 8    | 6,9 | 7,9 | 5   | 10,4   | 4,7       | 46,9    |
| 5 - 8 de mayo de 2023 | CB Consultora     | 59,5 | 13,5 | 5,2 | 5,9 | 2,7 | 4,4    | 8,7       | 46      |

## Resultados

### Gobernador y Vicegobernador
|  | 65,37 % |

|  | 14,10 % |

|  | 9,54 % |

|  | 7,18 % |

|  | 3,81 % |

|  | 76,52 % |

|  | 21,07 % |

|  | 2,41 % |

|  | 100 % |

|  | 71,28 % |

#### Resultado por departamento
| Distrito   | Melella (FORJA)     | Melella (FORJA) | Stefani (PRO) | Stefani (PRO) | De Pauli (RU) | De Pauli (RU) | Blanco (JxC) | Blanco (JxC) | Fernández (FIT-U) | Fernández (FIT-U) |       |   |       |   |       |   |
| Distrito   | Votos               | %               | Stefani (PRO) | Stefani (PRO) | De Pauli (RU) | De Pauli (RU) | Votos        | %            | Fernández (FIT-U) | Fernández (FIT-U) | Votos | % | Votos | % | Votos | % |
| ---------- | ------------------- | --------------- | ------------- | ------------- | ------------- | ------------- | ------------ | ------------ | ----------------- | ----------------- | ----- | - | ----- | - | ----- | - |
| Distrito   | Antártida Argentina | 27              | 15,25         | 24            | 13,56         | 53            | 29,94        | 59           | 33,33             | 5                 | 2,82  |   |       |   |       |   |
| Río Grande | 30.780              | 57,27           | 4.329         | 8,06          | 4.018         | 7,48          | 3.131        | 5,83         | 1.297             | 2,41              |       |   |       |   |       |   |
| Tolhuin    | 2.450               | 59,14           | 354           | 8,54          | 148           | 3,57          | 102          | 2,46         | 47                | 1,13              |       |   |       |   |       |   |
| Ushuaia    | 19.181              | 43,36           | 6.602         | 14,92         | 3.437         | 7,77          | 2.467        | 5,58         | 1.707             | 3,86              |       |   |       |   |       |   |

### Legislatura
|  | 14,82 % |

|  | 14,76 % |

|  | 11,42 % |

|  | 9,17 % |

|  | 8,47 % |

|  | 7,96 % |

|  | 6,46 % |

|  | 5,23 % |

|  | 4,13 % |

|  | 3,38 % |

|  | 3,24 % |

|  | 3,10 % |

|  | 2,28 % |

|  | 2,15 % |

|  | 1,96 % |

|  | 1,47 % |

|  | 71,91 % |

|  | 24,36 % |

|  | 3,73 % |

|  | 100 % |

|  | 70,84 % |